# 제4비행전대
비행 제4전대(일본어: 飛行第4戦隊 히코 다이욘센타이[*])는 일본 제국 육군 항공대의 비행전대이다. 통칭호은 "天風 덴후[*] 35001부대".

## 역사
1925년 5월 1일, 후쿠오카현 아시야에서 비행 제4연대로 창설되어, 1938년 8월 1일에 공지이분법에 따라 비행 제4전대로 재편성되었다.
야마구치현 시모노세키 오즈키에서 종전을 맞이하였다.

## 역대 지휘관
| # | 계급 | 성명                | 취임일          | 이임일         | 참고 |
| - | ---- | ------------------- | --------------- | -------------- | ---- |
| 1 | 대좌 | 히로세 다케시       | 1925년 5월 1일  |                |      |
| 2 | 중좌 | 야나기시마 류이치   | 1927년 7월 26일 |                |      |
| 3 | 중좌 | 요코야마 도라사부로 | 1928년 8월 10일 |                |      |
| 4 | 대좌 | 와카타케 마타오     | 1931년 8월 1일  |                |      |
| 5 | 대좌 | 아베 사다오         | 1933년 8월 1일  |                |      |
| 6 | 대좌 | 사사 모코토         | 1935년 8월 1일  |                |      |
| 7 | 대좌 | 곤도 도키노리       | 1937년 7월 15   | 1938년 8월 1일 |      |

| # | 계급 | 성명              | 취임일          | 이임일 | 참고 |
| - | ---- | ----------------- | --------------- | ------ | ---- |
| 1 | 중좌 | 다치바나 요시지로 | 1938년 8월 1일  |        |      |
| 2 | 중좌 | 하야시 사부로     | 1939년 8월 1일  |        |      |
| 3 | 중좌 | 오카모토 슈이치   | 1941년 4월 10일 |        |      |
| 4 | 솨좌 | 나가노 쓰나오     | 1942년 9월 12일 |        |      |
| 5 | 소좌 | 구로다 다케후미   | 1943년 6월 18일 |        |      |
| 6 | 대위 | 고바야시 고지     | 1944년 10월 6일 |        |      |
| 7 | 소좌 | 마치다 히사오     | 1945년 6월 6일  |        |      |

## 기록

### 계보
- 1925년 5월 1일 飛行第4連隊→비행 제4연대
- 1938년 8월 1일, 飛行第4戦隊→비행 제4전대

### 참전
- 중일 전쟁
- 태평양 전쟁

### 장비
- 전투기
  - 95식 전투기
  - 97식 전투기
  - 2식 복좌전투기
- 정찰기
  - 94식 정찰기
  - 97식 사령부정찰기

## 참고

### 자료
- 近現代史編纂会 (2001). 《航空隊戦史》 (일본어). 新人物往来社. ISBN 4-404-02945-4.
- 外山操 (1981). 《陸海軍将官人事総覧 陸軍篇》 (일본어). 芙蓉書房. ISBN 978-4829500026.
- 外山操 (1987).  森松俊夫, 편집. 《帝国陸軍編制総覧》 (일본어). 芙蓉書房. ISBN 978-4829501245.